# Saguinus geoffroyi
Sagui-de-geoffrey (Saguinus geoffroyi) é um sagui do gênero Saguinus, encontrado no Panamá e na Colômbia. É predominantemente preto e branco, com a nuca avermelhada. Diurno, essa espécie passa a maior parte do tempo sobre as árvores, mas pode descer ao chão ocasionalmente. Vive em grupos entre três e cinco indivíduos, com um adulto de cada sexo. Sua dieta é variada, incluindo insetos, exsudatos, frutas e outras partes das plantas. Insetos e frutos compõem a maior parte da dieta, mas exsudatos também são importantes. Mas, como sua dentição não é adaptada para furar os troncos de árvores para obter exsudatos, essa espécie somente se alimenta disso quando está facilmenta disponível.
Embora uma variedade de sistemas de acasalamento exista neste sagui, o mais comum é a poliandria, com uma fêmea adulta e reprodutora copulando com vários machos do bando. A gestação dura cerca de 145 dias, e dão à luz a um ou dois filhotes por vez. Machos contribuem significativamente no cuidado com a prole. A maturidade sexual é alcançada com 2 anos de idade e podem viver até mais de 13 anos. O estado de conservação de S. geoffroyi é classificado como  de "baixo risco" pela IUCN.

## Taxonomia
Como os outros saguis, Saguinus geoffroyi é um Macaco do Novo Mundo, da família Callitrichidae.  Em 2001, Colin Groves incluiu essa família dentro da família Cebidae, que contém os macacos-pregos e macacos-de-cheiro, mas em 2009 Anthony Rylands e Russell Mittermeier consideraram, novamente, Callitrichidae como uma família separada.  É um membro do gênero Saguinus, o gênero que contem grande parte das espécies de saguis.  Não há subespécies reconhecidas.  Em 1977, Philip Hershkovitz classificou S. geoffroyi como subespécie de Saguinus oedipus, que ocorrem exclusivamente na Colômbia, e baseou-se na coloração, morfologia cranial e mandibular, e tamanho da orelha.  Entretanto, pesquisas mais recentes indicam que esses dois táxons diferem significativamente para serem considerados espécies diferentes.

## Distribuição geográfica e habitat
S. geoffroyi vive em diversos tipos de florestas, incluindo florestas primárias e florestas secundárias, e florestas secas ou sempre verdes.. No Panamá, prefere florestas secundárias com umidade moderada.  Ocorre na parte central e oeste do Panamá, com a ocorrência se estendendo sensivelmente a leste na zona do canal do Panamá. É menos comum na costa do Oceano Atlântico do que na costa do Oceano Pacífico, e na primeira só é abundante perto da zona do canal, em áreas modificadas pelo homem. Ocorre no Parque Natural Metropolitano, na Cidade do Panamá.  Na Colômbia, ocorre na costa do Pacífico, a oeste dos Andes, ao sul do rio San Juan. Pensava-se que a fronteira mais ao leste na Colômbia era o rio Atrato, mas a espécie já foi registrada além desse rio, incluindo o Parque Nacional Las Orquídeas. Older sources sometimes report the species occurring in southern Costa Rica, but these are most likely erroneous.